# Hannes Schäfer

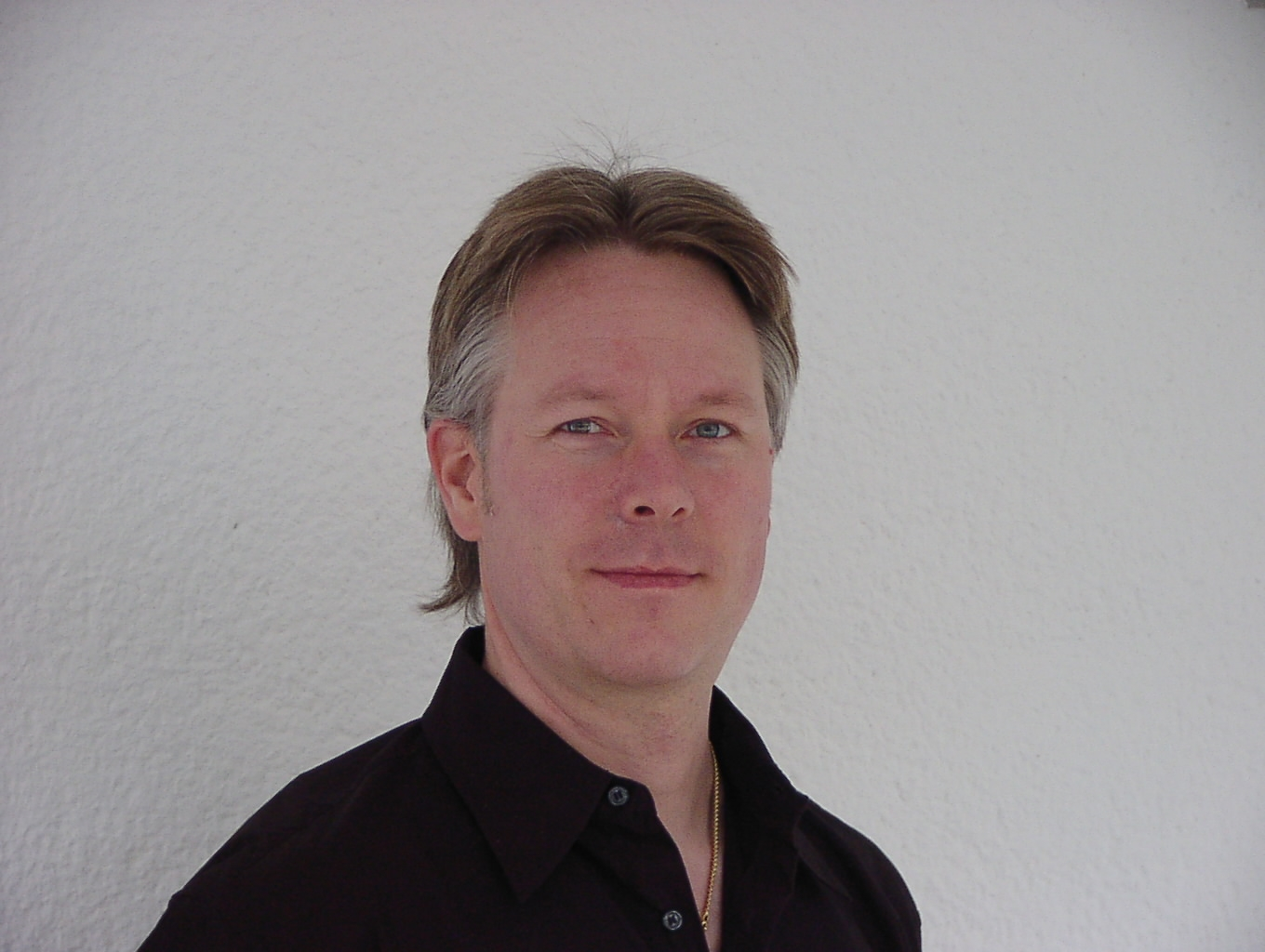
Hannes Schäfer 2008

Johannes Schäfer (* 2. Oktober 1965 in Göttingen) ist ein deutscher Arzt und früherer Rockmusiker (Bass, Gesang). Er war 1987 Gründungsmitglied der deutschen Rockband Fury in the Slaughterhouse und bis 1996 deren Bassist. Außergewöhnlich für einen Rockstar ist seine zweite Karriere: Auf dem Höhepunkt des musikalischen Erfolges stieg Schäfer 1996 aus der Band aus, um im Alter von 30 Jahren ein Medizinstudium aufzunehmen, dem er Approbation, Promotion, Facharztdiplom und eigene Praxisgründung folgen ließ.

## Werdegang

### Musiker

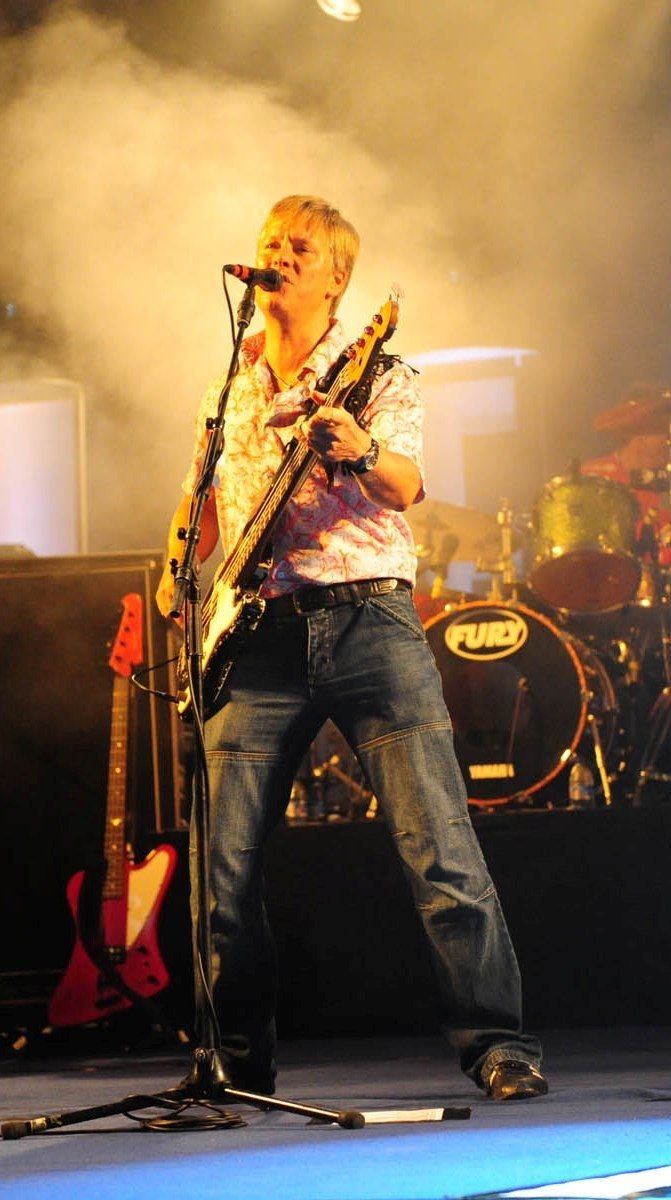
Hannes Schäfer beim Abschiedskonzert von Fury in the Slaughterhouse im August 2008

Schäfers erste Band war 1982 die hannoversche Punkband Defekt, in der er Bassist und Sänger war. Von 1985 bis 1987 spielte er u. a. mit Mousse T. in der Jazzrockband CIT. In dieser Zeit arbeitete er außerdem als Studiomusiker im Stakkato Studio Hannover.
1987 gründete Schäfer zusammen mit Thorsten und Kai Wingenfelder sowie Rainer Schumann und Christof Stein-Schneider in Hannover die Rockband Fury in the Slaughterhouse, in der er neun Jahre lang als Bassist spielte. 1996 wurde er von Christian Decker abgelöst.
Für die vier Alben Fury in the Slaughterhouse (1988), Mono (1992), The Hearing and the Sense of Balance (1995) und dto. (1996) erhielt die Band vier goldene Schallplatten verliehen. Die Band verkaufte insgesamt ca. 3 Millionen Tonträger aus der Zeit mit Hannes Schäfer. Die Band spielte ca. 100 Konzerte pro Jahr. Einer ersten Auslandstournee durch Österreich, die Schweiz und Skandinavien folgte 1992 gemeinsam mit Steve Harley eine sehr erfolgreiche Tournee über die Britischen Inseln. Nachdem die Band 1993 den Sprung in die US-Billboard Charts geschafft hatte, kam es 1994 zu einer erfolgreichen USA-Tournee, die mehrmals verlängert wurde. In dieser Zeit entstand das vielbeachtete, unter der Regie von Cyndi Lauper gedrehte Video zu dem Lied When I'm dead and gone.
In Hannes Schäfers Zeit fallen die Verleihung des Comet als bester Rock Act an Fury in the Slaughterhouse im Jahr 1995 und sowie eine Nominierung der Band für einen weiteren Preis, den Echo im gleichen Jahr.
Bei den drei Abschiedskonzerten in Hannover anlässlich der Auflösung von Fury in the Slaughterhouse im August 2008 spielte Hannes Schäfer für jeweils ein Lied mit. Ein weiteres Mal trat er am 14. Mai 2011 vor ca. 40.000 Zuschauern in der AWD-Arena Hannover mit der Band auf, als diese sich noch einmal zusammenfanden, um den Einzug von Hannover 96 in die UEFA Europa League zu feiern. Insgesamt spielte Schäfer in seiner musikalischen Karriere über 1400 Konzerte vor ca. fünf Millionen Zuschauern.

### Mediziner
Hannes Schäfer entstammt einer traditionsreichen Medizinerfamilie, die über mehrere Generationen Ärzte und Hochschullehrer hervorgebracht hat. Sein Großvater Otto Schmidt leitete von 1949 bis 1962 das Institut für gerichtliche Medizin und Kriminalistik an der Uni Göttingen und genießt bis heute in Fachkreisen unter seinem Spitznamen „Mord-Otto“ einen hohen Bekanntheitsgrad. Schmidts Tochter, Hannes Schäfers Mutter Sonja Sybille Schäfer war eine der ersten Frauen im Professorinnenrang an der Medizinischen Hochschule Hannover.
Nach dem Ausstieg bei Fury in the Slaughterhouse studierte Hannes Schäfer Medizin an der Georg-August-Universität Göttingen und an der Medizinischen Hochschule Hannover. Nach Abschluss seines Studiums promovierte er an der MHH und arbeitete anschließend dort als Chirurg. Später bildete er sich im hannoverschen Nordstadtkrankenhaus und im Vinzenzkrankenhaus Hannover zum Gynäkologen weiter und arbeitet jetzt als Facharzt für Gynäkologie in eigener Praxis in Hannover-List.